# Platinum in da Ghetto
Platinum in da Ghetto – piąty studyjny album amerykańskiego rapera Lil’ Keke’a.
Gościnnie występują 8Ball & MJG, E.S.G., Slim Thug, C-Note, Big Hawk

## Lista utworów
| #  | Tytuł                 | Producent                                               | Goście             | Czas |
| -- | --------------------- | ------------------------------------------------------- | ------------------ | ---- |
| 1  | Intro                 |                                                         |                    | 0:31 |
| 2  | Platinum in da Ghetto | DX                                                      | Billy Cook         | 4:21 |
| 3  | Coast 2 Coast         | Sean Jemison                                            |                    | 3:39 |
| 4  | Skit #1               |                                                         |                    | 0:13 |
| 5  | Do You Love It        | DX                                                      |                    | 2:53 |
| 6  | Callin' My Name       | Sin                                                     | 8Ball & Liz        | 4:11 |
| 7  | Love For Ya           | George Swain                                            | E.S.G. & Slim Thug | 3:22 |
| 8  | Pyrex Shakin’         | DX                                                      | Lil’ C             | 3:39 |
| 9  | Where Da South At     | Sean Jemison                                            | C-Note             | 3:58 |
| 10 | Mr. DJ                | Street Flavor, Sonny Paradise, DJ Dev & Shannon Sanders | Z-Ro               | 4:35 |
| 11 | Cowgirl               | Sean Jemison                                            | MJG & Cl' Ché      | 3:33 |
| 12 | Skit #2               |                                                         |                    | 0:20 |
| 13 | Bad Man               | Sean Jemison                                            |                    | 4:32 |
| 14 | Where My Dog At       | DX                                                      |                    | 4:08 |
| 15 | Off Da Chain          | DX                                                      |                    | 3:57 |
| 16 | 3 Time Felon          | DX                                                      | Big Hawk           | 4:11 |
| 17 | What I Wanna Do       | Sin                                                     | Liz                | 4:07 |
| 18 | Let's Get Fucked Up   | DX                                                      | Lil’ C             | 3:03 |